# زاکوره
زاکوره (به فرانسوی: Zagora) یک شهرک در مراکش است که در درعه تافیلالت واقع شده‌است. زاکوره ۳۴٬۸۵۱ نفر جمعیت دارد.